# Sequestros no Brasil na década de 1990
Os sequestros no Brasil na década de 1990 foram um aspecto do período de violência e instabilidade social que teve como característica principal a prática generalizada de sequestros, especialmente de pessoas de alta renda. Esses sequestros eram realizados por grupos criminosos organizados, que exigiam altos valores de resgate em troca da libertação das vítimas.
Os sequestros tornaram-se cada vez mais frequentes e violentos, causando medo e insegurança na população. Além disso, os criminosos passaram a usar táticas mais sofisticadas, como a escolha de vítimas estratégicas e a utilização de técnicas de tortura para obter informações e aumentar a pressão sobre as famílias das vítimas.
Durante a onda de sequestros que ocorreu no Brasil na década de 90, várias pessoas foram vítimas dessa prática violenta e criminosa. Entre as pessoas sequestradas estavam empresários, políticos, celebridades, membros da alta sociedade, além de pessoas comuns que foram alvo dos criminosos por acaso ou por estarem no lugar errado na hora errada.
Um dos casos mais conhecidos foi o sequestro do empresário Abílio Diniz, ocorrido em dezembro de 1989. Diniz, presidente do Grupo Pão de Açúcar, foi mantido em cativeiro por sete dias antes de ser libertado em troca de um resgate de US$ 30 milhões. O sequestro de Diniz foi um dos primeiros de uma série de casos que ocorreram no país nos anos seguintes.
Outro caso famoso foi o sequestro do publicitário Washington Olivetto, ocorrido em 2001. Olivetto, que na época era presidente da Associação Brasileira de Agências de Publicidade, foi mantido em cativeiro por 53 dias antes de ser libertado em troca de um resgate de US$ 10 milhões.
Outro caso marcante foi o sequestro do cantor sertanejo Wellington Camargo, em 1998. Wellington, que fazia dupla com seu irmão Zezé di Camargo, foi mantido em cativeiro por oito dias até que a polícia o libertasse. O sequestro de Wellington foi um dos mais traumáticos da época, já que os criminosos chegaram a cortar um pedaço de sua orelha para pressionar a família a pagar o resgate.
Em 2001 também ocorreram o Sequestros de Patrícia Abravanel e Silvio Santos. Os casos mobilizaram a imprensa e a opinião pública. Patrícia, na época estudante, é filha de Senor Abravanel, mais conhecido como Silvio Santos, empresário e apresentador, dono do Sistema Brasileiro de Televisão. Patrícia foi levada no dia 21 de agosto de 2001, sendo libertada no dia 28.No dia 30 de agosto, Silvio Santos foi rendido em sua mansão, no Morumbi, tendo sido refém por cerca de sete horas. Além da ampla cobertura da imprensa, o caso chegou a ter a intervenção do governador de São Paulo à época, Geraldo Alckmin, que foi até a residência do apresentador para participar das negociações.
Esse período foi retratado na série televisiva A Divisão produzida pelo Globoplay em produção com AfroReggae Audiovisual no ano de 2019 e que originou o filme A Divisão: O Filme.
Para combater a onda de sequestros que ocorreu no Brasil nos anos 90, as autoridades tomaram várias medidas, incluindo:
–Criação de delegacias especializadas em sequestros: em algumas cidades, foram criadas delegacias especializadas em investigar casos de sequestros. Essas delegacias contavam com equipes treinadas para lidar com a negociação de resgates e com a investigação dos crimes.
–Fortalecimento das equipes de inteligência: as autoridades investiram em equipes de inteligência para monitorar os grupos criminosos que praticavam sequestros. Essas equipes trabalhavam em conjunto com as delegacias especializadas e com outros órgãos de segurança pública.
–Aprovação de leis mais rigorosas: foram criadas leis mais rigorosas para punir os criminosos que praticavam sequestros. Uma das principais mudanças foi a criação da Lei de Crimes Hediondos, que tornou os crimes de sequestro, homicídio e estupro mais graves e com penas mais severas.
–Cooperação internacional: as autoridades brasileiras também trabalharam em conjunto com agências de segurança de outros países para investigar casos de sequestros que envolviam cidadãos estrangeiros ou que tinham conexões internacionais.
–Campanhas de conscientização: as autoridades também lançaram campanhas de conscientização para alertar a população sobre os riscos de sequestros e sobre as medidas que devem ser tomadas em caso de um crime dessa natureza.
Essas medidas ajudaram a reduzir o número de sequestros no país nos anos seguintes.